# NGC 452

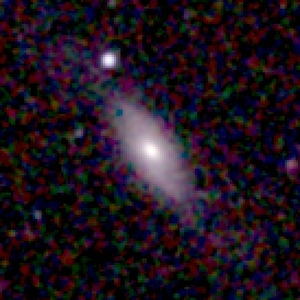
Immagine 2MASS.

NGC 452 è una galassia a spirale barrata situata nella costellazione dei Pesci.
Fu scoperta nel 1827 da John Herschel. Si trova 5 minuti d'arco a ovest di NGC 444.